# Guillaume Bonnet (militaire)
Pour les articles homonymes, voir Bonnet et Guillaume Bonnet.
Guillaume Bonnet, né à le 12 septembre 1784 à Genève de religionnaires français réfugiés et mort le 25 novembre 1861, était un général français. 

## Biographie
Il prit du service sous le drapeau français en 1804 dans les vélites de la Garde ; sous-lieutenant dès 1806,  il fut promu chef de bataillon dans le 18e de ligne par Napoléon Ier en 1812 à Moscou. Il fut blessé à six reprises lors des campagnes d'Allemagne, de Pologne et de Russie.
En 1815, le commandant Bonnet était à l'armée du Rhin et se distingua le 9 juillet à l'attaque du village de Mittelhausbergen, où il commandait 300 voltigeurs d'avant-garde.
Sous la Restauration, il fut d'abord mis en disponibilité, puis envoyé, comme major, au 20e léger. Sept ans plus tard, il fut nommé colonel à l'ancienneté.
En 1829, il publia à la Rochelle une brochure sur la formation et l'emploi de l'infanterie légère que l'on voulait transformer en infanterie de ligne.
En 1832, le colonel Bonnet fut envoyé en Vendée, lors des troubles qui y éclatèrent. Sa conduite fut telle que la garde nationale de Laval lui offrit une épée d'honneur.
Peu après, M. Bonnet reçut la croix de commandeur de la légion d'honneur. Il fut promu au grade de général de brigade le 12 août 1839.